# Edmée Abetel
Edmée Abetel (Lausanne, 26 november 1922 - aldaar, 14 april 2002) was een Zwitserse alpineskiester. Zij nam deel aan de Olympische Winterspelen van 1952.

## Belangrijkste resultaten

### Olympische Winterspelen
| Jaar | Plaats | Discipline  | Onderdeel  | Resultaat |
| ---- | ------ | ----------- | ---------- | --------- |
| 1952 | Oslo   | alpineskiën | slalom (v) | 25e       |